# Fujiwara no Kiyonari
Fujiwara no Kiyonari (藤原清成, [[[716]]-777] Erro: {{japonês}}: texto da transliteração contém caractere não latino (pos 15) (ajuda))  foi um nobre do período Nara da história do Japão. Foi o terceiro filho do sangi Fujiwara no Umakai, o fundador do Ramo Shikike do Clã Fujiwara. Ele não tinha títulos ou cargos na corte.

## Genealogia
Pai: Fujiwara no Umakai
Mãe: Takahashi no Aneko (高橋阿禰娘) , filha de Takahashi no Kasa (高橋笠)
Esposa: filha de Hata no Asamoto (秦朝元) 
Filho: Fujiwara no Tanetsugu (藤原種継, [[[737]]-785] Erro: {{japonês}}: texto da transliteração contém caractere não latino (pos 15) (ajuda)) 
Outras crianças:
Fujiwara no Yasutsugu (藤原安継) , possivelmente um filho de Tanetsugu
Fujiwara no Masako (藤原正子?) , uma das esposas do Imperador Kanmu 